# Presa di Brescia (1799)
La presa di Brescia fu uno scontro militare avvenuto il 20 e 21 aprile 1799, nel corso della Seconda coalizione, e vide coinvolte le forze della guarnigione francese della città lombarda e l'esercito austro-russo del generale Suvorov.
La vittoria ottenuta dalle forze alleate rappresenta la prima vittoria della brillante campagna del generale russo sul suolo italiano. 

## Contesto storico
L'espansione dell'influenza francese in Italia aveva turbato le potenze europee: la formazione delle due repubbliche filogiacobine a Roma e a Napoli aveva sottomesso l'intera penisola italiana agli ideali della rivoluzione francese. Ad alimentare le preoccupazioni delle case reali europee vi era anche la spedizione egiziana di Bonaparte, che stava rallentando i traffici commerciali inglesi.

## Antefatti
Dopo la dichiarazione di guerra all'Austria, il Direttorio assegnò l'esercito francese in Italia al generale Schérer.  Molto presto, questi si dimostrò non all'altezza del compito. Numerose titubanze ed errori lo portarono ad una mancata vittoria a Verona e ad una sconfitta a Magnano, nonostante le sue truppe si fossero comportate magnificamente in entrambe le occasioni. Non potendo più rimanere sulla linea dell'Adige, siccome gli austriaci attendevano l'arrivo dei rinforzi russi, i francesi indietreggiarono, prima sulla linea del Mincio, poi su quella dell'Oglio ed infine sull'Adda.

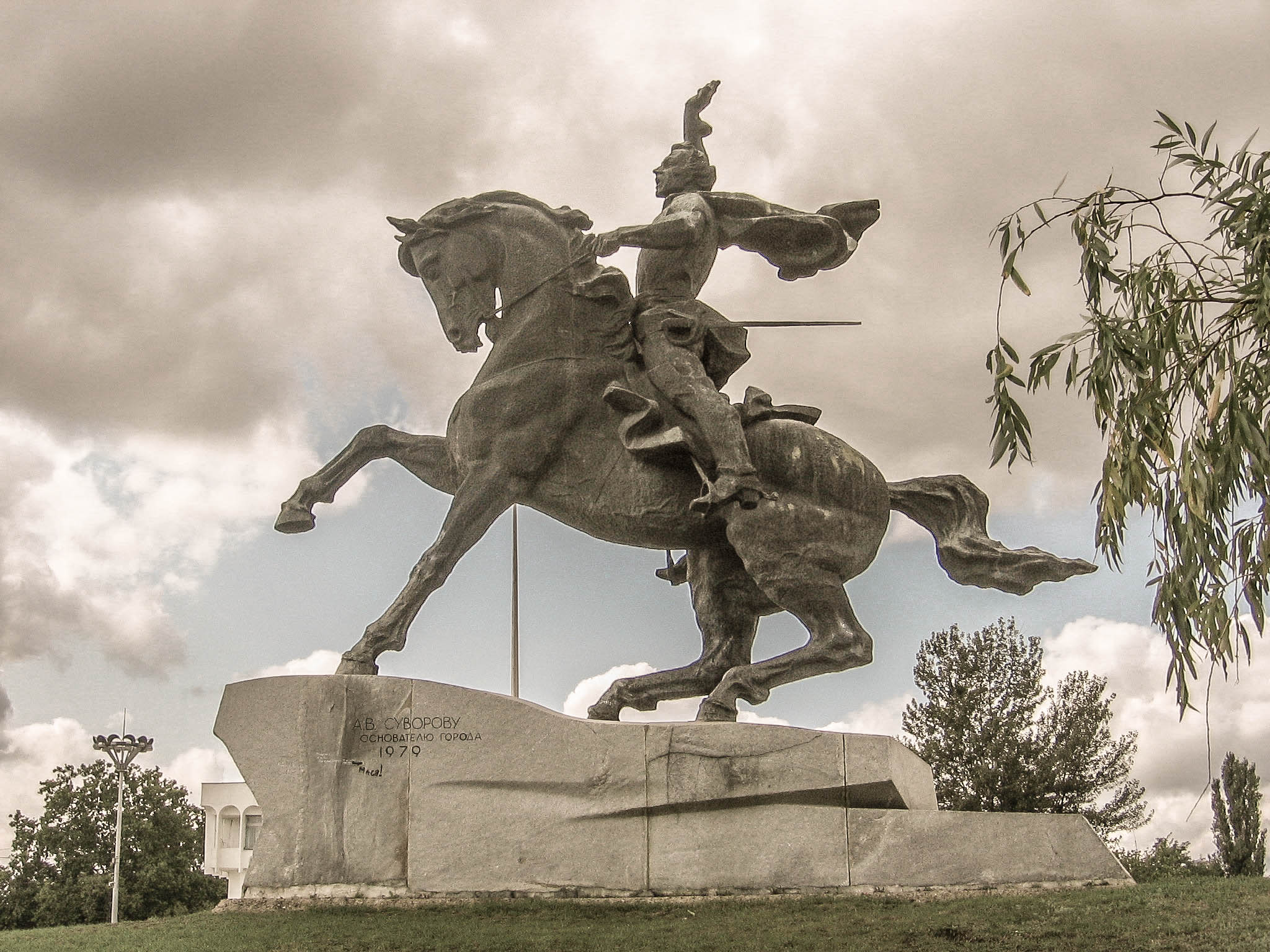
Statua del generale Suvorov

Lo schieramento alleato, invece, viveva un momento quasi opposto a quello francese: le due battaglie avevano consolidato la loro posizione e contribuito a sollevare il loro morale. L'arrivo di Suvorov e von Melas nella prima metà di aprile, aveva ulteriormente accentuato la cosa. In pochi giorni, dal 15 al 19 aprile, i russi e gli austriaci avevano percorso la strada che da Verona li separava dal Mincio ed avevano già avviato le prime fasi dell'assedio delle fortezze di Peschiera e Mantova, in cui erano state lasciate due guarnigioni repubblicane.
Deciso a voler facilitare le comunicazioni con il Tirolo e con gli altri eserciti coalizzati in Svizzera e Germania, Suvorov decise che era necessario catturare la città di Brescia.

## Lo scontro
Suvorov ed il suo esercito marciarono verso la città, giungendo nelle sue vicinanze il 20 aprile. Quella stessa notte, le divisioni di generali Ott e Zopf, oltre a 2 000 russi del generale Bagration, attaccarono i contingenti francesi nei dintorni della città: i russi trovarono 400 francesi a circa due miglia dalla città. Bagration ordinò ai suoi cacciatori e cosacchi di montare assieme a cavallo e, una volta raggiunti i francesi, di preparare un attacco con le baionette. I francesi si ritrovarono presto circondati: attaccati ai fianchi dai cacciatori e dai cosacchi e frontalmente dai soldati di Bagration, furono quasi tutti catturati. Un solo ufficiale fece ritorno in città.

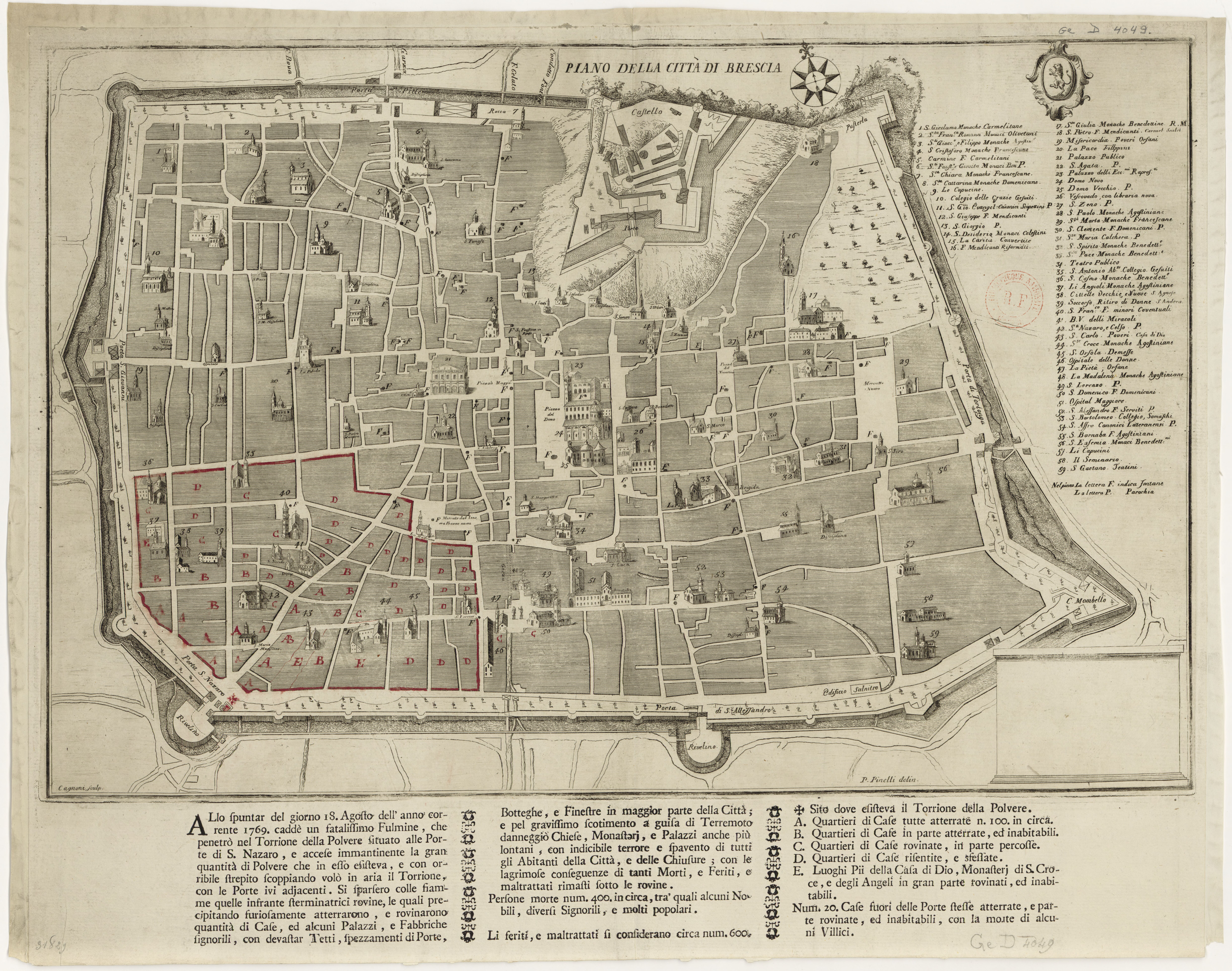
Piano della città di Brescia, 1760 circa

Il giorno seguente, il comando delle forze d'assedio fu affidato al generale austriaco Paul Kray. Questi fece convocare il comandante della brigata francese di Brescia, tale Poncet, e chiese a lui e ai suoi uomini di arrendersi. I repubblicani rifiutarono. Suvorov ordinò a Vukassovich di approcciare la città da nord mentre le forze di Kray, a cui si sarebbe unito anche Bagration, avrebbero dovuto conquistare la città con un assalto, anche nel caso i francesi si fossero mostrati propensi a delle trattative per la resa.
Al loro rifiuto, dalle 8 del mattino, la città venne sottoposta ad un feroce bombardamento da parte dell'esercito alleato. Non avendo di molte difese e rifugi a disposizione, i francesi si ritirarono all'interno del castello. Le porte della città erano state distrutte e gli abitanti stessi avevano abbassato i ponti levatoi: russi ed austriaci penetrano rapidamente all'interno delle mura. Poncet, nuovamente convocato da Kray, si rese disponibile ad una resa condizionata, in modo che i suoi uomini potessero mantenere onore, armi e bagagli. Venne loro negata. Il comandante francese, intimorito alla vista delle numerose colonne di nemici in avvicinamento e dei preparativi per l'assalto già in corso, con i soldati russi ed austriaci intenti a trasportare le scale, accettò la capitolazione.

## Conseguenze e bilancio
Vi furono oltre 1000 prigionieri dal lato francese, dei quali 35 ufficiali, ed altri 200 furono feriti. Nemmeno un caduto o un ferito dal lato russo. All'interno del castello, i soldati di Suvorov trovarono abbondanti scorte: 44 cannoni, diverse tonnellate di razioni alimentari e molto materiale bellico.
Nei giorni seguenti, le truppe della coalizione si addentrarono ulteriormente nella regione lombarda e si prepararono a sfondare la linea difensiva francese sull'Adda. Tre giorni dopo la presa di Brescia, i Cosacchi del Don entrarono a Bergamo e nei giorni successivi i due eserciti si scontrarono a Lecco e poi a Cassano d'Adda.